# Международная ассоциация юристов-демократов
Международная ассоциация юристов-демократов (МАЮД) — международная организация юристов. Была основана 24 октября 1946 года в Париже. В годы холодной войны находилась под контролем Советского Союза.

В число организаций — членов МАЮД входила ассоциация советских юристов.

## История
Первым президентом МАЮД стал французский юрист Рене Кассен, получивший известность как один из авторов Всеобщей декларации прав человека.
XVII съезд МАЮД прошёл в Ханое 6—10 июня 2009 года; XVIII съезд — в Брюсселе 19 апреля 2014 года.
В репортаже «Правды» о первой Встрече международных демократических организаций 7—8 мая 2015 года сообщалось, что МАЮД объединяет около 100 отделений в 85 государствах. Это организации левого и прогрессивного толка, например, Европейские демократические юристы, Национальная гильдия юристов (США), Общество социалистических юристов имени Холдейна (Великобритания), Всеиндийский союз юристов, Национальный союз юристов Кубы и Палестинский центр по правам человека.